# Carea mediogrisea
Carea mediogrisea är en fjärilsart som beskrevs av W. Warren 1912. Carea mediogrisea ingår i släktet Carea och familjen trågspinnare. Inga underarter finns listade i Catalogue of Life.